# Apgis
L'Association de prévoyance générale interprofessionnelle des salariés (Apgis) est une institution de prévoyance créée en juin 1975 sous l'impulsion de partenaires sociaux. Elle est l'une des quatre enseignes faisant partie de la société de groupe d'assurance mutuelle Covéa.

## Historique
L'Association de prévoyance générale interprofessionnelle des salariés (Apgis), est créée en juin 1975.
En 1999 partenariat avec Uniprévoyance, une autre institution de prévoyance.
En 2005 le partenariat aboutit à la constitution d’un groupement paritaire de prévoyance (GPP), une structure dans laquelle les membres conservent leur identité et leur indépendance tout en faisant jouer leurs complémentarités.
Le 1er juillet 2007, le pôle prévoyance du groupe D&O adhère au GPP qui prend alors le nom de « PRISME Prévoyance ». L’entrée de cette nouvelle entité dans le GPP permet à l’ensemble ainsi constitué d’atteindre une taille critique qui le place parmi les acteurs majeurs de la prévoyance collective.
En 2011  Apgis s'allie à la société de groupe d'assurance mutuelle Covéa pour poursuivre son développement,.

## Organisation
L’APGIS est administrée par un conseil paritaire composé de trente membres, composé d'un nombre égal de représentants des Adhérents et de représentants des Participants.
Les représentants
- Six d'entre eux sont désignés par les organisations professionnelles d’employeurs : MEDEF, CGPME, UPA ;
- Six autres sont désignés par les organisations syndicales de salariés représentatives sur le plan national, le 6e siège étant attribué à l’organisation syndicale qui aura obtenu le plus grand nombre de membres élus au conseil d’administration.
- les dix-huit autres sont élus par l’assemblée générale.

Les Administrateurs
Ils sont élus au titre des collèges adhérents et participants parmi les délégués appartenant aux collèges présents ou représentés à l’assemblée générale.
Le conseil d'administration élit parmi ses membres pour une durée de trois ans, un bureau composé d'un président, un vice-président, un secrétaire, un secrétaire-adjoint, un trésorier, un trésorier-adjoint, deux administrateurs délégués du collège adhérent, deux administrateurs délégués du collège participant.
- Chaque organisation syndicale de salariés représentée au conseil d'administration a droit à un siège au sein du Bureau.
- Le président et le vice-président ne peuvent pas appartenir au même collège et ne peuvent être âgés de plus de 70 ans.
- Le président ou le vice-président du Conseil d’Administration ne peut exercer plus de trois mandats de président ou de vice-président.
- Les secrétaires, les trésoriers et les administrateurs délégués ne peuvent appartenir au même collège.
- Les fonctions du président et du vice-président sont alternativement occupées tous les trois ans par un représentant du collège adhérent et par un représentant du collège participant.

## Chiffres clés
En 2011, c'est la 12e institution de prévoyance tous risques confondus (santé, prévoyance).

## Groupements professionnels
L'Apgis est adhérente aux groupement suivants :
- Covéa
  - La société de groupe d'assurance mutuelle (SGAM) qui réunit également la GMF, la MAAF, et les MMA
- Prisme Prévoyance
  - Le groupement paritaire de prévoyance (GPP) auquel adhère également Uniprévoyance et D&O